# سام ستيث
سام ستيث (بالإنجليزية: Sam Stith)‏ مواليد 22 يوليو 1937 في مقاطعة غرينفيل، فرجينيا، هو لاعب كرة سلة أمريكي معتزل. بدأ مسيرته الاحترافية في سنة 1961. تم اختياره من قبل فريق سكرامنتو كينغز خلال الدرافت. حمل الرقم 17. يبلغ طوله 6 قدم 2 بوصة (1.9 م). اعتزل اللعب في 1964.

## روابط خارجية
- سام ستيث على موقع إن بي أي (الإنجليزية)
- سام ستيث على موقع سبورتس رفرنس (الإنجليزية)
- سام ستيث على موقع كلية كرة السلة في سبورتس رفرنس.كوم (الإنجليزية)
- سام ستيث على موقع ريلجم (الإنجليزية)
- سام ستيث على موقع بروبوليرز (الإنجليزية)